# Замелетёновское сельское поселение
Замелетёновское се́льское поселе́ние — муниципальное образование в Любинском районе Омской области Российской Федерации.
Административный центр — село Замелетёновка.

## История
Статус и границы сельского поселения установлены Законом Омской области от 30 июля 2004 года № 548-ОЗ «О границах и статусе муниципальных образований Омской области».

## Население
| 2010  | 2011  | 2012  | 2013  | 2014  | 2015  | 2016  |
| ----- | ----- | ----- | ----- | ----- | ----- | ----- |
| 1540  | ↗1541 | ↗1560 | ↘1553 | ↗1589 | ↗1615 | ↘1614 |
| 2017  | 2018  | 2019  | 2020  | 2021  | 2023  |       |
| ↘1595 | ↘1584 | ↘1574 | ↘1560 | ↗1571 | ↘1550 |       |

## Состав сельского поселения
| № | Населённый пункт | Тип населённого пункта             | Население |
| - | ---------------- | ---------------------------------- | --------- |
| 1 | 2647 км          | железнодорожный остановочный пункт | 4         |
| 2 | Бабайловка       | деревня                            | 195       |
| 3 | Беляевка         | деревня                            | 217       |
| 4 | Замелетёновка    | село, административный центр       | ↘636      |
| 5 | Масляновка       | деревня                            | 39        |
| 6 | Покровка         | деревня                            | 80        |
| 7 | Помогаевка       | деревня                            | 185       |
| 8 | Филатовка        | деревня                            | 184       |